# Haematoloechus longiplexus
Haematoloechus longiplexus är en plattmaskart. Haematoloechus longiplexus ingår i släktet Haematoloechus och familjen Haematoloechidae. Inga underarter finns listade i Catalogue of Life.